# Karel Spěváček
Karel Spěváček (* 1977) je český režisér a scenárista.
V roce 2002, při studiu na Vyšší odborné škole filmové ve Zlíně dostal možnost k natočení nízkorozpočtového filmu. Tím se stal Brak, do kterého bylo investováno 7 milionů. Druhým jeho filmem se stal HDP: Hodně divné příběhy z roku 2006.